# Keeper of the Seven Keys, Pt. 2
Keeper of the Seven Keys Part 2 — третий студийный альбом немецкой пауэр-метал-группы Helloween, выпущенный в 1988. Диск закрепил успех первой части, являясь непосредственным её продолжением. Keeper of the Seven Keys Part 2, продемонстрировавший незаурядные таланты участников группы, относится к числу тех альбомов, которые оказали наибольшее влияние на развитие жанра пауэр-метал, в частности.
Исключая инструментальное Invitation, можно заметить, что четыре из восьми композиций принадлежат авторству Михаэля Вайката. В противоположность первой части дилогии, где большинство композиций написал Кай Хансен, как бы иллюстрируя прошлое Helloween, на второй части показываются пути развития группы в сторону большей мелодичности, большего разнообразия тем, прежде всего за счёт шуточных номеров, характерных именно для Вайката. На альбоме также присутствуют две песни, написанные Михаэлем Киске, причём обе имеют серьёзный философский подтекст. На альбоме мало однозначно быстрых композиций и нет однозначно медленных композиций. Ритм часто меняется, здесь можно найти и бешеную скорость, и задумчивую неспешность. Альбом представлен синглами: Dr. Stein и I Want Out. Последний из них позже был записан в виде кавера группами Gamma Ray, Hammerfall, LORD и Sonata Arctica. Любопытно, что эта песня, написанная Каем Хансеном, скорее всего отражает его собственные мысли о будущем уходе из Helloween. Альбом венчается одной из самых известных песен группы — титульной Keeper Of The Seven Keys.

## Сертификация
- BVMI (Германия) — золотой, первый и единственный альбом коллектива, добившийся такого статуса в Германии. Статус присвоен в 1991 году.[1]

## Список композиций
| №   | Название                                                   | Автор(ы)       | Длительность |
| --- | ---------------------------------------------------------- | -------------- | ------------ |
| 1.  | «Invitation»                                               | Михаэль Вайкат | 1:06         |
| 2.  | «Eagle Fly Free»                                           | Вайкат         | 5:08         |
| 3.  | «You Always Walk Alone»                                    | Михаэль Киске  | 5:08         |
| 4.  | «Rise and Fall»                                            | Вайкат         | 4:22         |
| 5.  | «Dr. Stein»                                                | Вайкат         | 5:03         |
| 6.  | «We Got the Right»                                         | Киске          | 5:07         |
| 7.  | «Save Us» (moved to track 10 on the remastered re-release) | Кай Хансен     | 5:15         |
| 8.  | «March of Time»                                            | Хансен         | 5:13         |
| 9.  | «I Want Out»                                               | Хансен         | 4:39         |
| 10. | «Keeper of the Seven Keys»                                 | Вайкат         | 13:37        |

## Бонусные дорожки

### Переиздание 1993 года (Keeper Of The Seven Keys Part 1&2)
1. Save Us — 05:12
2. Don’t Run for Cover — 4:48
3. Livin' Ain’t No Crime — 4:43
4. Savage — 3:26

### Расширенное издание (диск 2)
1. Savage — 3:25
2. Livin' Ain’t No Crime — 4:42
3. Don’t Run for Cover — 4:45
4. Dr Stein (Remix) — 5:05
5. Keeper of the Seven Keys (Remix) — 13:52

## В записи участвовали
1. Михаэль Киске — вокал;
2. Кай Хансен — гитара, вокал;
3. Михаэль Вайкат — гитара;
4. Маркус Гросскопф — бас-гитара;
5. Инго Швихтенберг — ударные.